# Last September
Last September (The Last September) è un film del 1999 diretto da Deborah Warner, con protagonisti Michael Gambon, Maggie Smith e Keeley Hawes. È la trasposizione cinematografica del romanzo scritto da Elizabeth Bowen, L'ultimo settembre.

## Trama
1920: nell'Irlanda martoriata dalla guerra per l'indipendenza, una guarnigione inglese è ospitata nella grande casa dei Naylor, una ricca famiglia dell'aristocrazia. La nipote dei coniugi Naylor, la giovane Lois,  è divisa fra l'amore per un ufficiale inglese e il desiderio di libertà per cui lottano tutti i suoi amici.

## Distribuzione
Il film è stato presentato al Festival di Cannes 1999. Successivamente, dopo la proiezione in svariati festival cinematografici, il film è uscito nelle sale statunitensi il 28 aprile 2000, mentre nelle sale italiane è approdato il 5 ottobre 2001.
Altre uscite:
- Irlanda: 5 maggio 2000
- Inghilterra: 5 maggio 2000
- Francia: 23 agosto 2000
- Ungheria (con il titolo Az utolsó ősz): 13 luglio 2005 (passaggio televisivo)